# José Antonio Zaldúa
José Antonio Zaldúa Urdanabia (Elizondo, Navarra, 15 de diciembre de 1941 - San Andrés de Llavaneras, Barcelona, 30 de junio de 2018) fue un futbolista español.

## Trayectoria
Debutó en Primera División con el Real Valladolid Club de Fútbol el 17 de enero de 1960 en Elche. Posteriormente, jugó desde la temporada 1961/62 hasta la 1969/70 en el FC Barcelona. Aunque no ganó ninguna liga, con el Barça jugó un total de 357 partidos, anotando  175 goles.
Terminó su carrera profesional jugando con el Centre d'Esports Sabadell Futbol Club en la temporada 1971/72 de la Primera División de España.
Jugó tres partidos con la Selección española de fútbol y cuatro con la de Cataluña.
Su debut con la sub-21 fue el 2 de febrero de 1961 en Grenoble (Francia) donde España venció por 2 - 0. El debut con la absoluta fue el 10 de diciembre de 1961 en París (Francia) con un resultado de 1 - 1. Sus otros encuentros con la Selección fueron el 30 de octubre de 1963 en Belfast, Irlanda del Norte 0 - España 1 y el último el 1 de diciembre de 1963 en Valencia, España 1- Bélgica 2.
Jugador que se situó en la posición de delantero, destacó por su facilidad goleadora y con 145 goles en partidos oficiales de liga, es uno de los máximos goleadores en la historia del Fútbol Club Barcelona.

## Fallecimiento
El FC Barcelona informó del fallecimiento de Zaldúa, exjugador de la entidad en los años sesenta, además de militar en Osasuna y Valladolid. Así lo confirmó a la agencia EFE la Agrupación de Veteranos del Barça, a la que Zaldúa pertenecía, siendo uno de los integrantes más activos de esta organización.
Zaldúa falleció en la mañana del 30 de junio de 2018 a los 76 años tras una enfermedad. Residía en la localidad barcelonesa de Sant Andreu de Llavaneres. El entierro se llevó a cabo el 2 de julio de 2018 en Mataró, en el marco de una multitudinaria despedida. Zaldúa fue uno de los grandes goleadores de la historia del equipo barcelonista, con el que marcó 145 tantos en la Liga. En su trayectoria como azulgrana, logró dos Copas de España y una de Ferias y marcó un tanto en la final de la Recopa que el Barça perdió en 1969 contra el Slovan de Bratislava.

## Palmarés
| Título         | Club                  | Año  |
| -------------- | --------------------- | ---- |
| Copa de España | Fútbol Club Barcelona | 1963 |
| Copa de Ferias | Fútbol Club Barcelona | 1966 |
| Copa de España | Fútbol Club Barcelona | 1968 |

## Equipos
| Club                                  | País   | Año  | Partidos | Goles |
| ------------------------------------- | ------ | ---- | -------- | ----- |
| Real Valladolid Club de Fútbol        | España | 1958 | 32       | 11    |
| Fútbol Club Barcelona                 | España | 1961 | 37       | 19    |
| Osasuna (cedido)                      | España | 1964 | 19       | 7     |
| Fútbol Club Barcelona                 | España | 1965 | 110      | 40    |
| Centre d'Esports Sabadell Futbol Club | España | 1971 | 126      | 18    |